# パリ、憎しみという名の罠
『パリ、憎しみという名の罠』（パリ にくしみというなのわな、Carbone）は2017年のフランス・ベルギーの犯罪映画。
監督はオリヴィエ・マルシャル、出演はブノワ・マジメルとジェラール・ドパルデューなど。
温室効果ガスの排出量取引で荒稼ぎしたことでギャングに目をつけられた男の運命を描いた社会派サスペンス。
2017年10月に開催された釜山国際映画祭で初上映された。
日本では劇場未公開で、2018年11月22日にWOWOWで放映された。

## ストーリー
アントワヌが何者かに射殺されるところから物語は始まる。
妻ダナの父アロンが創業した会社を継いだアントワヌは経営難から会社を手放すことになり、アロンに罵倒された上、ダナとの関係も終わる。
そんなある日、温室効果ガスを規制された量に届かない範囲で排出している企業が、その余った排出量を売却できることを知ったアントワヌは、その排出量取引で本来発生するはずの売上税をかすめ取る闇ビジネスを始めることにする。友人のエリックとシモン兄弟に加え、彼らの母親のドリー、会計士のロランを仲間に入れるが、アロンの工作によって資金調達に行き詰まったアントワヌはギャングのキャメルから巨額の資金を借りることになる。
闇ビジネスは大成功を収めるが、それに目をつけたキャメルから利益の半分を渡すように脅されたアントワヌはキャメルを追う刑事モゼールに賄賂を渡し、キャメル一味を逮捕するように依頼する。しかし、キャメル一味の銃撃を受け、妻が重傷を負ったエリックは、怒りに任せてキャメルの部下ベナルファを射殺する。そして、恋人ノアをキャメルらに拉致されたアントワヌはキャメルに命令されるままエリックを呼び出す。ところがエリックの代わりにシモンが現れ、キャメルに撃ち殺される。キャメルが捨てた拳銃を拾ったアントワヌは、その銃でアロンを射殺、アロンが探偵に依頼して調べ上げていたアントワヌの不正の証拠となる写真などを処分する。同じ拳銃が使われたことで、キャメルはシモンだけでなくアロンの殺害容疑でも逮捕される。また、不正行為で逮捕されたアントワヌはモゼールの収賄を証言する司法取引により釈放される。
釈放されたアントワヌは何発もの銃弾を受けて絶命する。撃ったのは息子を亡くしたドリーだった。
2008年から2009年にかけて起きた排出量取引における売上税の脱税事件の被害額は、EU全域で50億ユーロ、フランスだけで15億から18億ユーロに及んでいる。

## キャスト
※括弧内は日本語吹替版声優。
- アントワヌ・ロカ: ブノワ・マジメル（荻原秀樹） - 経営が悪化している会社の経営者。
- アロン・ゴールドシュタイン: ジェラール・ドパルデュー - アントワヌの義父（妻の父）。
- ノア・ヴァン・ストレヒト: ローラ・スメット - アントワヌの恋人。
- エリック・ウィズマン: イディル・シャンデ（フランス語版）（入倉敬介） - アントワヌの友人。感情的になりやすい性格。
- シモン・ウィズマン: グランジ（フランス語版）（岡本堂玄） - エリックの兄。アントワヌの友人。
- ロラン・メルキ: ミカエル・ユーン（フランス語版） - 会計士。アントワヌの友人。
- ドリー・ウィズマン: ダニ（フランス語版） - エリックとシモンの母。
- キャメル・ダフリ: ムーサ・マースクリ（フランス語版）
- フランク・モゼール: パトリック・カタリフォ（フランス語版） - ダフリを追う刑事。
- アントワヌの母: カトリーヌ・アルディティ（フランス語版）
- ダナ: キャロル・ブラナ（フランス語版）（高橋春香） - アントワヌの妻。アロンの娘。
- サイード・ベナルファ: ファリド・ラービ（フランス語版）（中島和輝） - ダフリの部下。

## 作品の評価
アロシネによれば、フランスの20のメディアによる評価の平均点は5点満点中3.1点である。